# DAVINCI
DAVINCI (англ. Deep Atmosphere Venus Investigation of Noble gases, Chemistry, and Imaging, рус. Глубокое атмосферное венерианское изучение благородных газов, химии и изображений) — проект космической миссии по отправке спускаемого атмосферного зонда на Венеру. В феврале 2020 года DAVINCI стал финалистом миссий № 15 и № 16 программы «Дискавери» в рамках исследований НАСА Солнечной системы. С 2015 по 2017 год этот проект рассматривался в качестве миссии № 13 или № 14, но проиграл миссиям «Lucy» и «Psyche».
Целью миссии DAVINCI является изучение химического состава атмосферы Венеры «для понимания, как она формировалась, эволюционировала и для определения того, был ли когда-то на Венере океан». Зонд, который в течение 63 минут будет опускаться на поверхность Венеры, проанализирует химический состав атмосферы планеты и изучит и исследует характеристики её поверхности.
Ведущим разработчиком миссии является Джеймс Гарвин (англ. James Garvin) из Центра космических полётов Годдарда в Гринбелте, штат Мэриленд.
2 июня 2021 года НАСА выбрало аппараты DAVINCI и VERITAS как победителей программы Discovery.

## Цели и задачи
В случае успешной реализации миссии DAVINCI станет первым с 1985 года спускаемым аппаратом на Венеру (после советской миссии «Вега»). В ходе миссии планируется изучить, как формировалась и эволюционировала атмосфера Венеры, а также найти признаки того, что в прошлом на поверхности Венеры был океан из воды. Спускаемый зонд исследует пробы воздуха на разных высотах в поисках благородных газов (криптон, аргон, ксенон, неон), а также других химических элементов и соединений, которые могут помочь изучить прошлое планеты.